# Gherardo Rangoni (XII secolo)
Gherardo Rangoni (anni 1120 – entro il 1188) è stato un politico italiano, tra i primi esponenti della dinastia modenese dei Rangoni.

## Biografia
Gherardo Rangoni fu uno dei primi esponenti "storici" della dinastia modenese dei Rangoni, presumibilmente nipote del milites Gherardo, che aveva servito la contessa Matilde di Canossa dando origine alle fortune della famiglia.
Nel 1156 viene segnalato come podestà filo-imperiale di Modena durante la "I discesa in Italia" di Federico Barbarossa, posizione che copre ancora nel 1167, durante la "IV discesa in Italia" dell'Hohenstaufen. Quando Modena aderì alla Lega Lombarda (1168), Rangoni risolse di tradire gli imperiali per mantenere il potere sulla città: fu console e podestà della Modena guelfa. Nel 1176, Rangoni, investito della villa di Gavassa dal duca Guelfo VI di Spoleto, la cedette alla Chiesa di Reggio.

## Discendenza
Gherardo ebbe due figli:
- Guglielmo (?-1215);
- Jacopino (?-1213).